# Cornelius Lanczos
Cornelius Lanczos detto Cornel e nato Kornél Lőwy, nome che mantenne fino al 1906 (Székesfehérvár, 2 febbraio 1893 – Budapest, 25 giugno 1974) è stato un matematico e fisico ungherese naturalizzato statunitense.
Secondo György Marx fu uno dei Marziani.

## Biografia
Figlio di Károly Lőwy e Adél Hahn, nel 1921, ottenne un Ph.D. sulla teoria della relatività. Inviò copia della sua tesi ad Albert Einstein, che gli rispose, dicendo: 
"Ho studiato il suo documento per quanto mi ha consentito il mio attuale sovraccarico di lavoro. Credo di poter dire che è competente e originale, sulla base del quale dovrebbe essere possibile ottenere un dottorato ... Accetto volentieri l'onorevole dedica."(p. 20)
Nel 1924 scoprì la soluzione esatta sulla relatività generale dell'equazione di campo di Einstein che rappresenta una configurazione cilindrica simmetrica a rotazione rigida di particelle di polvere. Questa è stata successivamente riscoperta da Willem Jacob van Stockum ed è oggi nota come polvere di van Stockum. È una delle soluzioni esatte più semplici conosciute nella relatività generale ed è considerata un esempio importante, in parte perché esibisce la curva spaziotemporale chiusa di tipo tempo.
Lanczos fu assistente di Albert Einstein nel period 1928–1929.(p. 27)
Nel 1927 Lanczos sposò Maria Rupp. Gli fu offerta una cattedra di visiting professor di un anno presso l'Università Purdue. Per una dozzina di anni (1927-1939) Lanczos divise la sua vita tra due continenti. Sua moglie Maria Rupp rimase con i genitori del marito a Székesfehérvár tutto l'anno, mentre Lanczos andò a Purdue per metà anno, insegnando agli studenti laureati la meccanica della matrice e l'analisi tensoriale. Nel 1933 nacque il loro figlio Elmar, che andò a Lafayette, nell'Indiana, con suo padre nell'agosto del 1939, poco prima dello scoppio della seconda guerra mondiale.(pp. 41–53) Maria era troppo malata per viaggiare e morì diverse settimane dopo per tubercolosi. Quando i nazisti rastrellarono gli ebrei in Ungheria, nel 1944, della famiglia di Lanczos sopravvissero solo sua sorella e un nipote. Elmar si sposò, si trasferì a Seattle ed ebbe due figli. Quando Elmar guardò il proprio figlio primogenito, disse: "Per me è la dimostrazione che Hitler non ha vinto."
Durante il Maccartismo, Lanczos venne sospettato di essere comunista.(p. 89) Nel 1952 lasciò gli Stati Uniti d'America per trasferirsi alla School of Theoretical Physics a Dublino in Irlanda, dove succedette a Erwin Schrödinger rimanendoci fino al 1968.
Nel 1956 pubblicò Applied Analysis. Gli argomenti trattati comprendono "equazioni algebriche, problemi di matrici e autovalori, sistemi lineari su larga scala, analisi armoniche, analisi dei dati, quadrature ed espansioni di potenza ... illustrate da esempi numerici elaborati in dettaglio". I contenuti del libro sono stilizzati "L'analisi parexica si trova tra analisi classica e analisi numerica: è approssimativamente la teoria dell'approssimazione per algoritmo finito (o infinito troncato)".
Nel 1960 ricevette il premio Chauvenet

## Ricerche
Lanczos svolse un lavoro pionieristico, insieme a G. C. Danielson, su quella che ora viene chiamata la trasformata di Fourier veloce (FFT, 1940), ma il significato della sua scoperta non fu apprezzato all'epoca, e oggi la FFT è accreditata a Cooley e Tukey (1965). È un dato di fatto e affermazioni simili possono essere fatte per molti altri matematici, tra cui Carl Friedrich Gauss.. Lanczos fu colui che introdusse il polinomio di Čebyšëv al calcolo numerico e scoprì la matrice diagonale.
Lavorando a Washington DC al National Bureau of Standards dopo il 1949, sviluppò una serie di tecniche per i calcoli matematici utilizzando computer digitali, tra cui:
- l'algoritmo di Lanczos per trovare autovalori di grandi matrici simmetriche,
- l'approssimazione di Lanczos per la funzione gamma,
- Il metodo del gradiente coniugato per risolvere il sistema di equazioni lineari.

Nel 1962 dimostrò che il tensore di Weyl, che svolge un ruolo fondamentale nella relatività generale, può essere ottenuto da un tensore potenziale poi chiamato il potenziale di Lanczos.
Il ricampionamento di Lanczos si basa su una finestra della funzione sinc come un pratico filtro di sovraccampionamento che si avvicina alla funzione sinc ideale. Il ricampionamento di Lanczos è ampiamente utilizzato nel campionamento video per applicazioni di zoom digitale e ridimensionamento dell'immagine.
Il libro The Variational Principles of Mechanics (1949) è un classico testo universitario per lo studio della meccanica. In esso, Lanczos dimostra la sua capacità esplicativa e il suo entusiasmo come insegnante di fisica: nella prefazione della prima edizione afferma che è pensato per un corso di laurea semestrale di tre ore settimanali.

## Pubblicazioni

### Libri
- 1949: The Variational Principles of Mechanics (dedicato ad Albert Einstein), University of Toronto Press ISBN 0-8020-1743-6, con riedizioni nel 1962, 1966 e 1970. ISBN 0-486-65067-7
- 1956: Applied Analysis, Prentice Hall
- 1961: Linear Differential Operators, Van Nostrand Company, ISBN 048665656X
- (1962: The Variational Principles of Mechanics, 2nd ed.)
- (1966: The Variational Principles of Mechanics, 3rd ed.)
- 1966: Albert Einstein and the cosmic world order: six lectures delivered at the University of Michigan in the Spring of 1962, Interscience Publishers
- 1966: Discourse on Fourier Series, Oliver & Boyd
- 1968: Numbers without End, Edinburgh: Oliver & Boyd
- (1970: The Variational Principles of Mechanics, 4th ed.)
- 1970: Judaism and Science, Leeds University Press ISBN 085316021X (22 pages, S. Brodetsky Memorial Lecture)
- 1974: The Einstein Decade (1905 — 1915), Granada Publishing ISBN 0236176323
- 1979: Space through the Ages: the Evolution of the geometric Ideas from Pythagoras to Hilbert and Einstein, Academic Press ISBN 0124358500
- 1998: (William R. Davis, editor) Cornelius Lanczos: Collected Published Papers with Commentaries, North Carolina State University ISBN 0-929493-01-X

### Articoli
- 1924: "Über eine stationäre Kosmologie im Sinne der Einsteinischen Gravitationstheorie", Zeitschrift für Physik 21: 73 DOI: 10.1007/BF01328251
- 1962: "The splitting of the Riemann tensor", Reviews of Modern Physics 34(3): 379 DOI: 10.1103/RevModPhys.34.379